# Khenmet

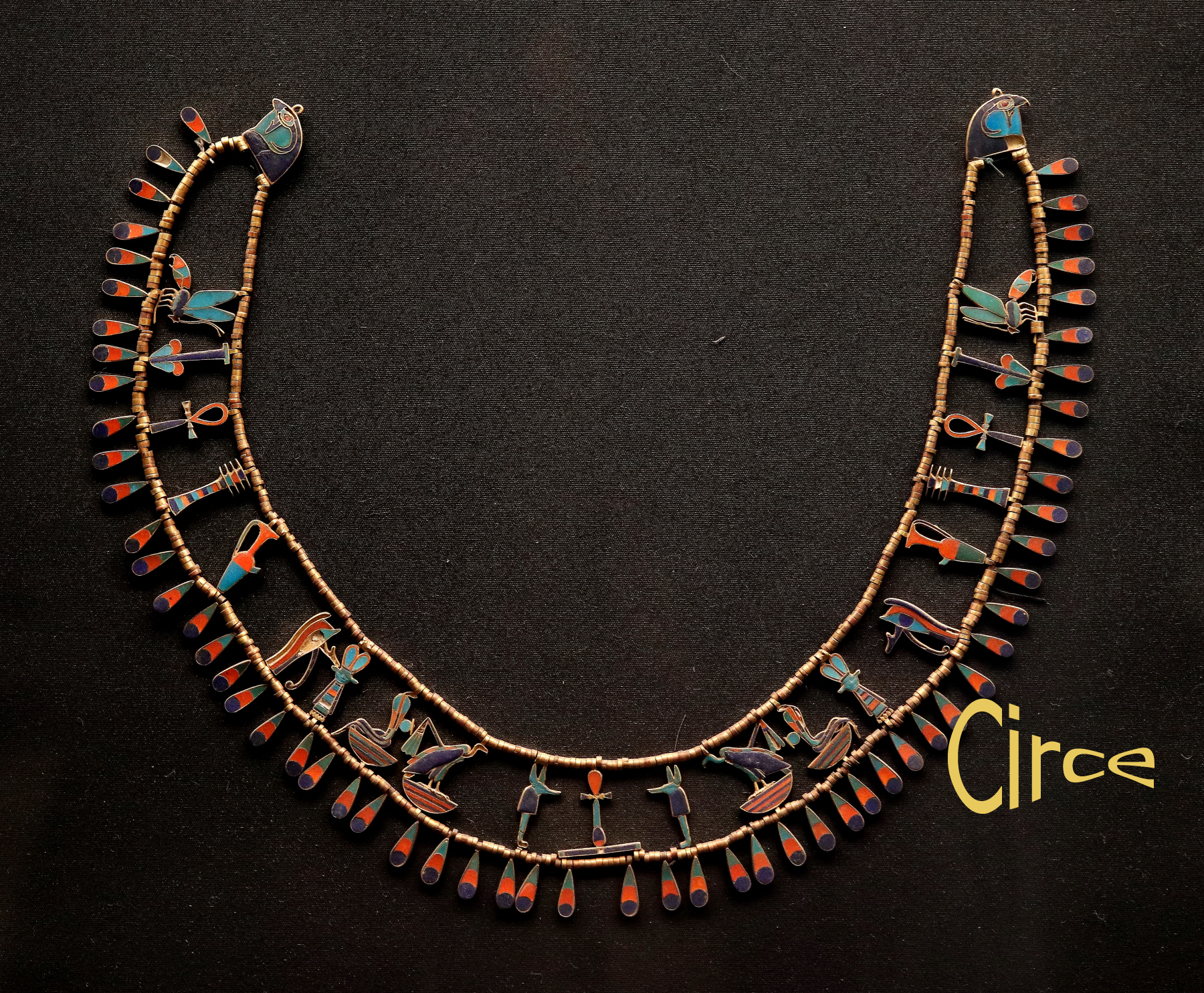
Vòng cổ từ nơi chôn cất Khenmet

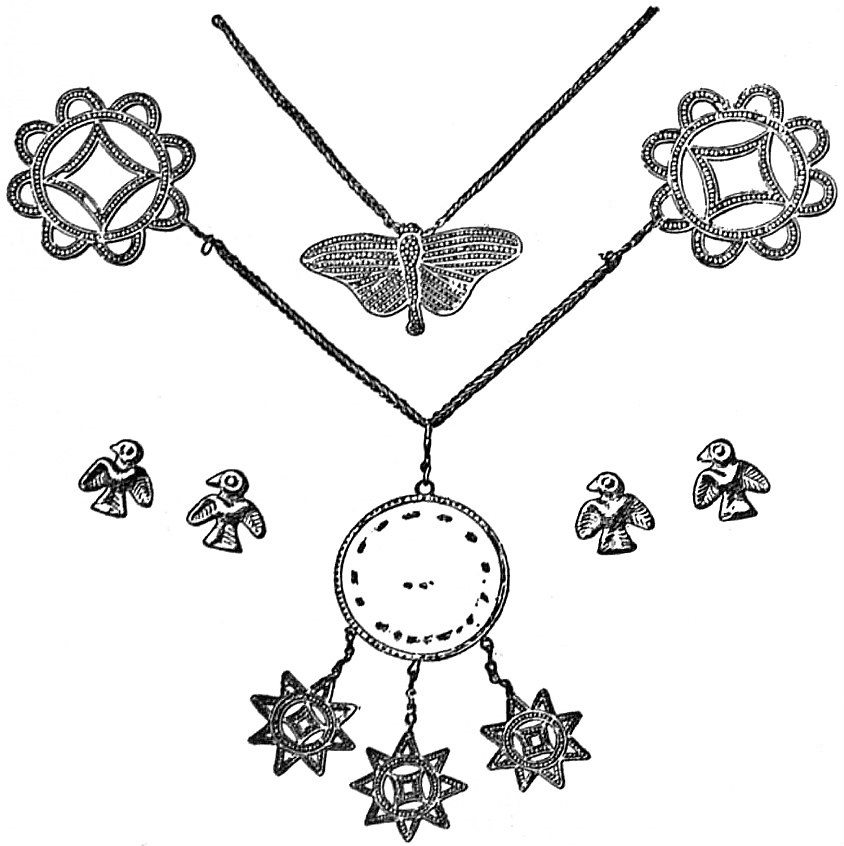
Vòng cổ, rất có thể được thực hiện ở Crete

Khenmet là con gái của một vị vua Ai Cập cổ đại của triều đại thứ mười hai, khoảng năm 1800 trước Công nguyên. Bà chủ yếu được biết đến từ ngôi mộ không bị trộm cắp của mình có bao gồm một bộ trang sức cá nhân nổi bật.
Khenmet chỉ được biết đến từ sự chôn cất của bà bên cạnh kim tự tháp Amenemhat II tại Dahshur. Ở phía Tây của kim tự tháp là ba phòng trưng bày dưới lòng đất với mỗi hai ngôi mộ. Bốn trong số những ngôi mộ này, bao gồm cả những ngôi mộ của Khenmet, đã được tìm thấy không có người. Khenmet được chôn cất trong một bộ ba phòng chứa. Có một chiếc quách bên ngoài, không được trang trí, bên cạnh, một chiếc quan tài bằng gỗ, được trang trí bên ngoài bằng giấy vàng và bên trong có chữ viết tượng hình. Cuối cùng, có một quan tài anthropoid bên trong, chỉ được tìm thấy với tình trạng bảo quản kém. Cơ thể của Khenmet được trang trí bằng một loạt đồ trang sức bao gồm cổ áo rộng, vòng tay và vòng chân. Bên cạnh thi thể được tìm thấy nhiều vũ khí, điển hình cho chôn cất hoàng gia Trung Quốc.
Trong buồng nhỏ bên cạnh sarcophagus đã tìm thấy được thêm nhiều trang sức cá nhân. Chúng bao gồm hai vương miện và các bộ phận của vòng cổ làm bằng vàng. Sau này rất có thể không phải là một tác phẩm nghệ thuật của Ai Cập, nhưng có lẽ được sản xuất tại đảo Crete.
Cha của Khenmet không chắc chắn. Từ vị trí chôn cất, bên cạnh kim tự tháp Amenemhat II, dường như bà là con gái của ông. Một số nhà nghiên cứu chỉ ra rằng các vật dụng chôn cất là điển hình cho các vật dụng cuối triều đại thứ 12. Điều tương tự cũng đúng với đồ gốm được tìm thấy trong các chôn cất.